# Utrudzony (Bergadis)
Utrudzony (’Αποκοπος) – poemat greckiego autora Bergadisa, opublikowany w Wenecji w 1509. Opowiada o podróży do świata zmarłych. Był prawdopodobnie pierwszym utworem drukowanym w języku nowogreckim. Na język polski utwór przełożył miarą oryginału (jambicznym piętnastozgłoskowcem) Paweł Majewski. Przekład ukazał się w pierwszym tomie serii Arcydzieła Literatury Nowogreckiej pod redakcją Małgorzaty Borowskiej. Jak zaznaczono we wstępie, tłumaczenie powstało w Pracowni Studiów Helleńskich przy Ośrodku Badań nad Tradycją Antyczną w Polsce i Europie Środkowo-wschodniej Uniwersytetu Warszawskiego.